# Frans van Mieris den yngre

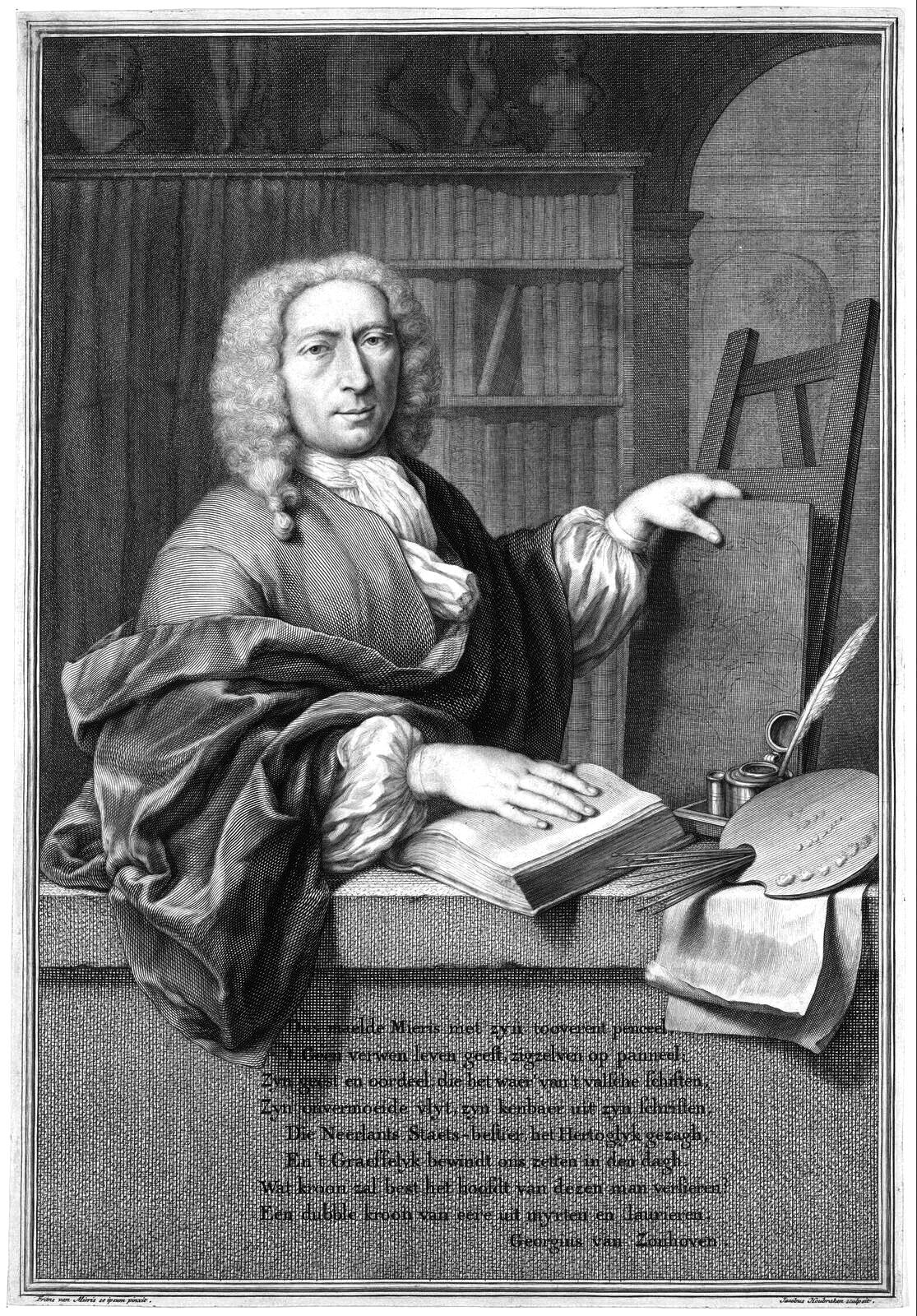
Frans van Mieris den yngre.

Frans van Mieris den yngre (de jonge), född den 24 december 1689 i Leiden, död där den 19 maj 1763, var en nederländsk konstnär. Han var son till Willem van Mieris.
Frans van Mieris den yngre sysselsatte sig liksom sin farfar Frans van Mieris den äldre med framställning av scener ur det sociala livet. Dessutom var han berömd som myntkännare, arkeolog och historieskrivare. Bland hans arbeten märks En eremit (Amsterdams riksmuseum) och En kryddbod (Van der Hoops museum).